# マハラレル
マハラレル（ヘブライ語: מהללאל, 現代ヘブライ語:Mahalal'el）は、旧約聖書の『創世記』に現れる人物。カイナンの子で、65歳に子ヤレドが生まれ、895歳で死んだとされる。